# Ornithogalum neurostegium
Ornithogalum neurostegium là một loài thực vật có hoa trong họ Măng tây. Loài này được Boiss. & Blanche mô tả khoa học đầu tiên năm 1882.